# Заямное (Столбцовский район)
Заямное (бел. Зая́мнае) — агрогородок (до 2008 — деревня) в Столбцовском районе Минской области Беларуси. Административный центр Заямновского сельсовета.

## География
Расположен в 3 км на северо-запад от города Столбцы и железнодорожной станции Столбцы, 80 км от Минска.
Через агрогородок пролегает дорога Р-54, рядом проходит магистраль М1 (Е30) Минск—Брест.
Ближайшие населённые пункты Стецки, Столбцы, Конколовичи и др.

### Гидрография
Около реки Неман. Рядом расположено озера Стецковское, Столбцы.

## История
Недалеко от деревни, на берегах Немана, 11-1 в. до н. э. были стоянки далеких пращуров.
Населённый пункт известен с середины XVI века, точнее с 1572 года. Заямное упоминается в летописях бывших магнатов.
В 1886 году Заямно, деревня бывшая государственная, дворов 56, жителей 564, в Столпецкой волости Минского уезда Минской губернии Российской империи.
В 2008 году деревня Заямное преобразована в агрогородок.

## Население

### Численность
- 2019 год — 849 жителей

### Динамика
- 1909 год — 907 жителей, 57 дворов (деревня Заямное)[5]
- 1997 год — 1 137 жителей, 296 дворов

- 1999 год — 1 136 жителей (перепись населения)
- 2009 год — 917 жителей (перепись населения)[5]
- 2019 год — 849 жителей (перепись населения)

## Улицы
- Зелёная
- Луговая
- Наднёманская
- Столбцовская
- Якуба Коласа и др.

## Инфраструктура
- Дорожно-строительное управление
- Библиотека
- Дом культуры
- Средняя школа
- Отделение связи

## Культура
- Библиотека
- Дом культуры
- Музей ГУО «Заямновская средняя школа»

## Достопримечательность
- Стоянка каменного и бронзового веков (8-1-е тыс. до н.э.), около агрогородка.
- Обелиск воинам и партизанам павшим во время Великой Отечественной войны.

## Галерея

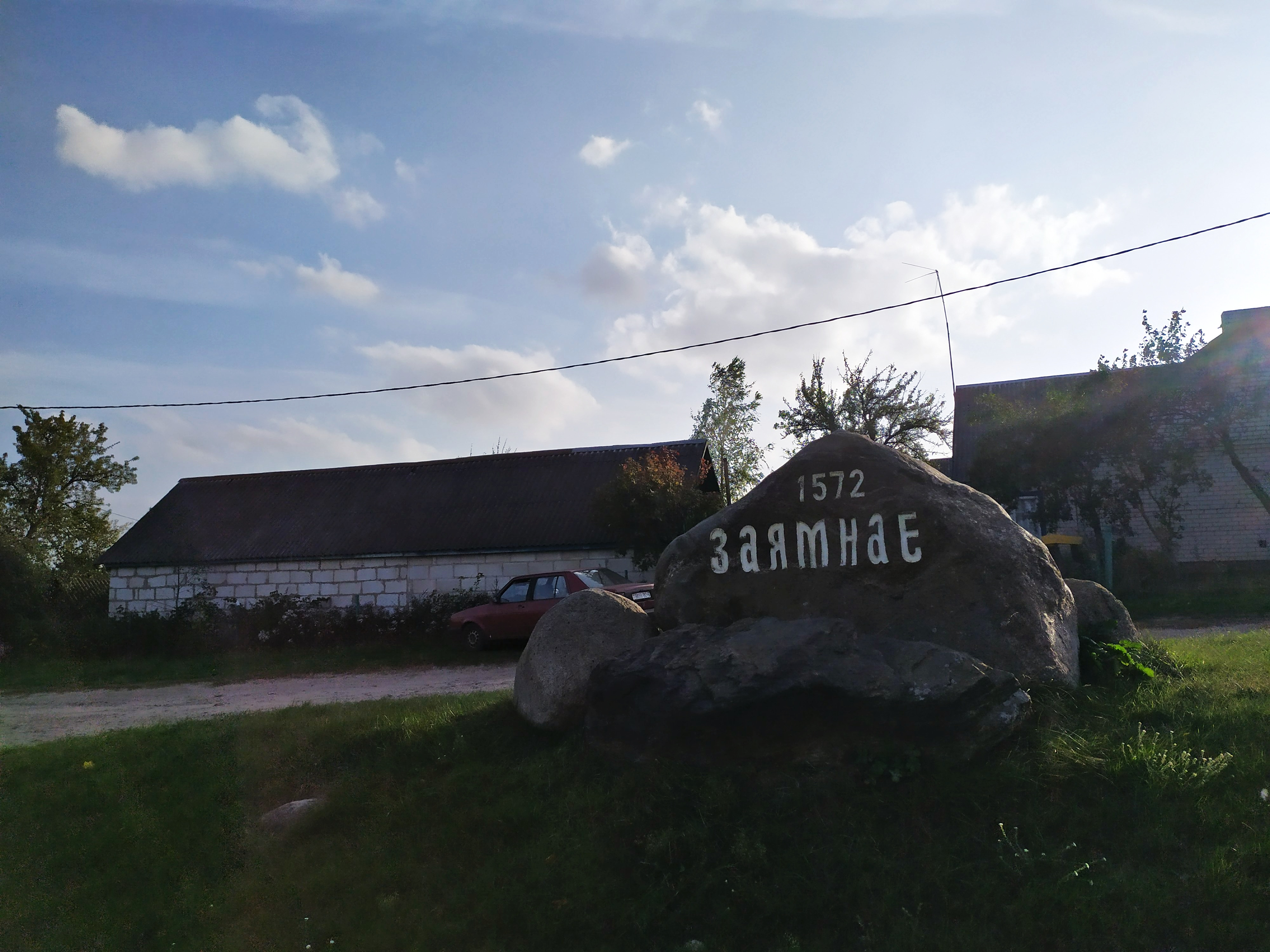
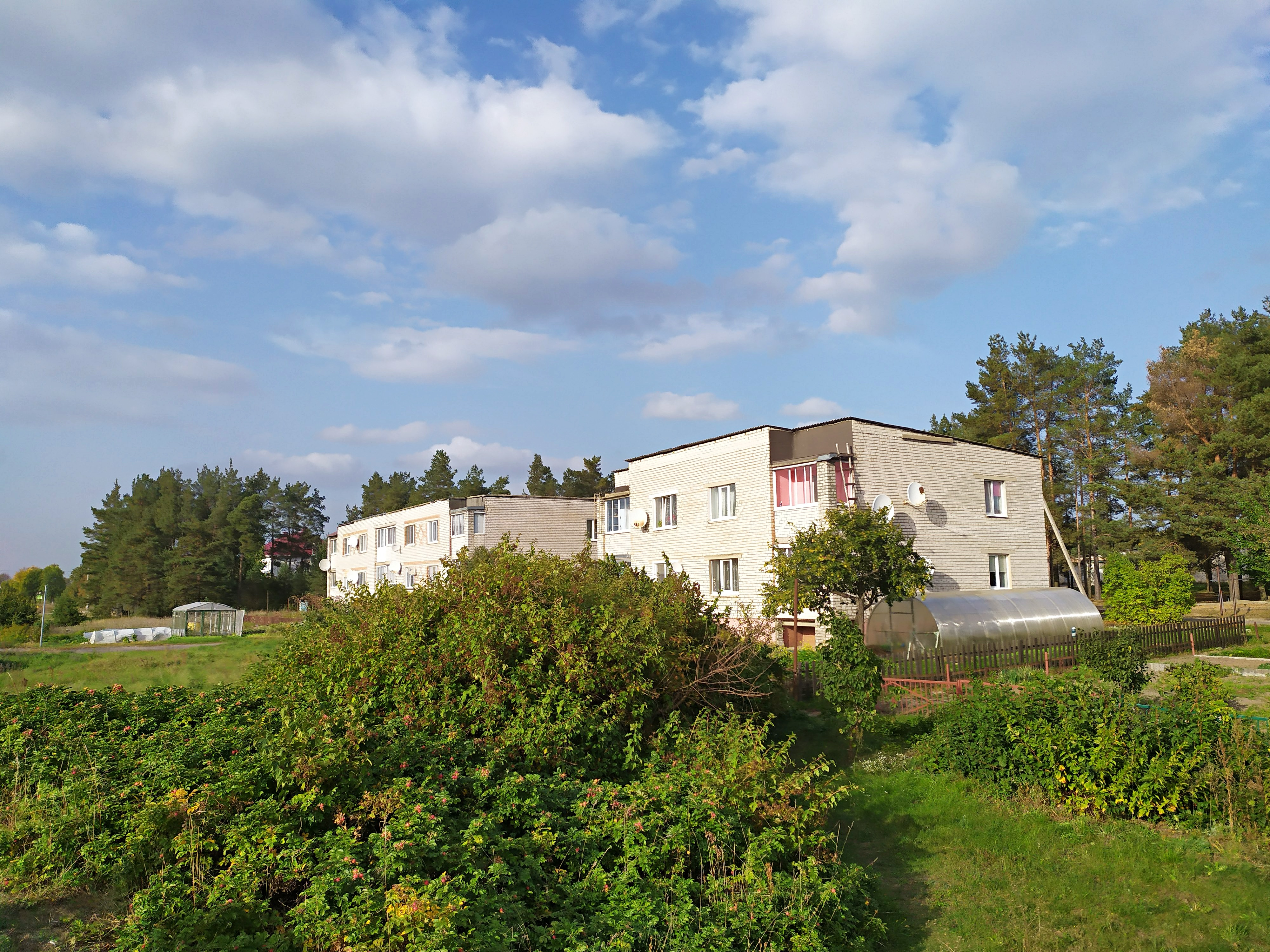
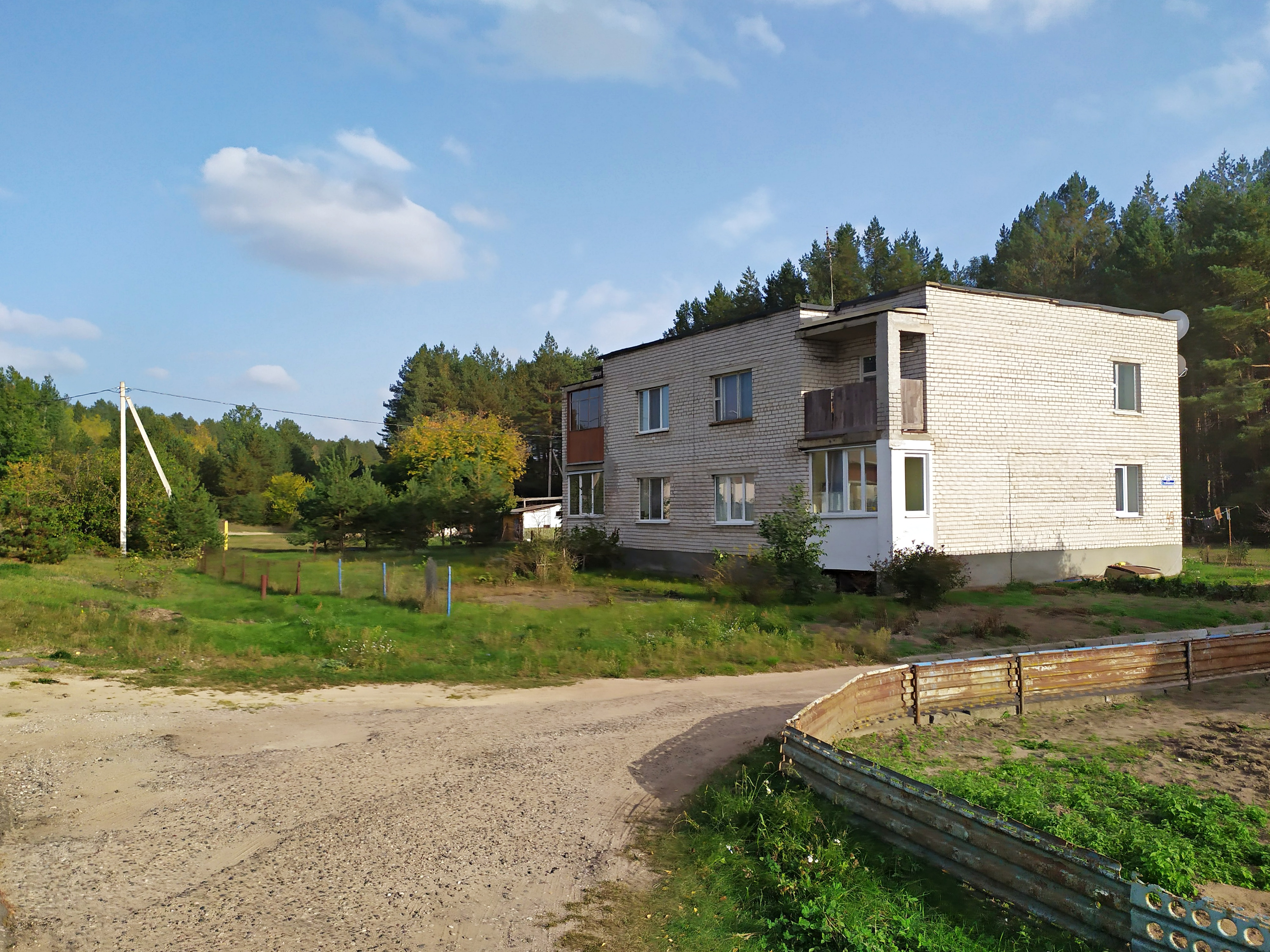
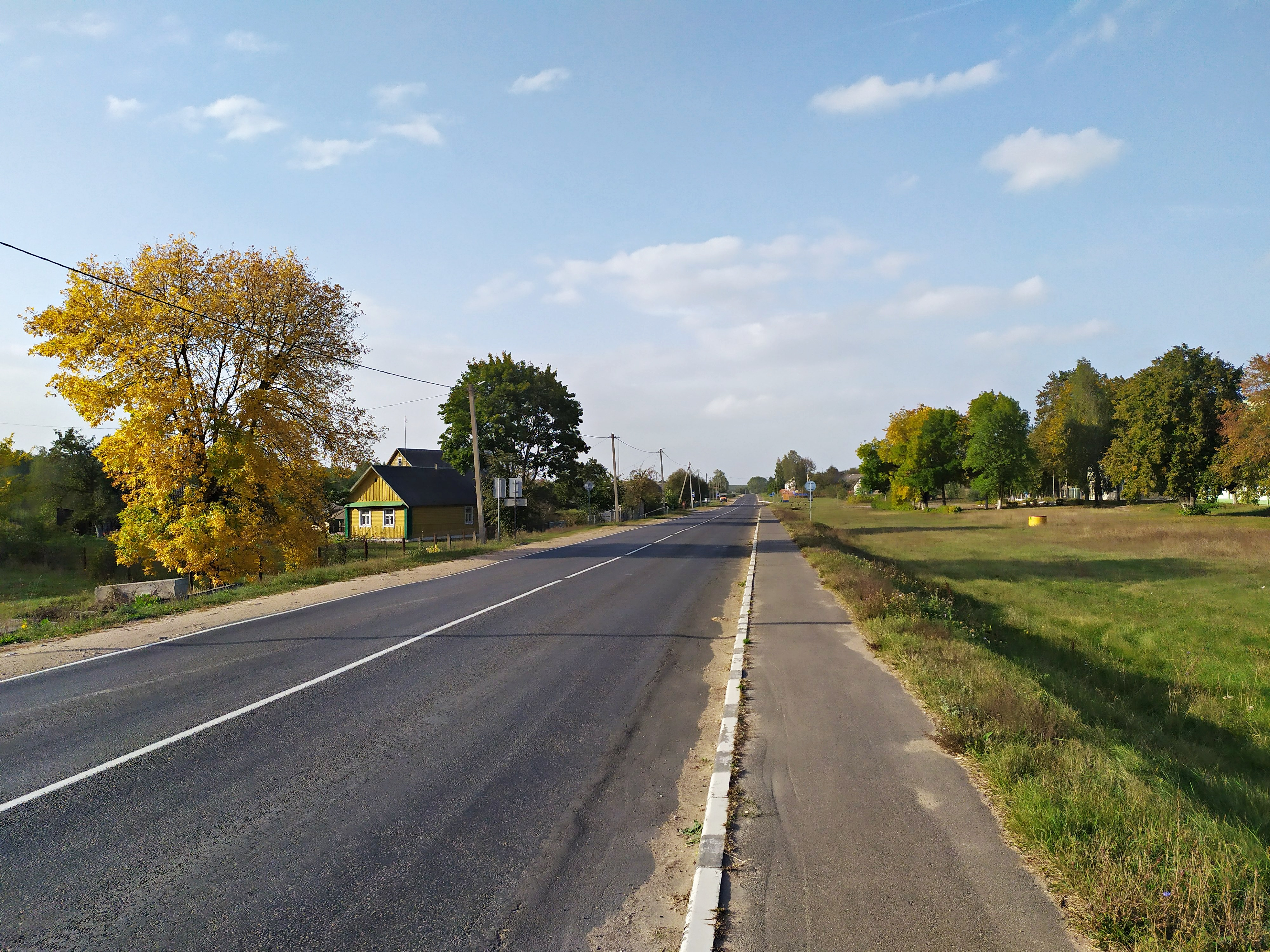
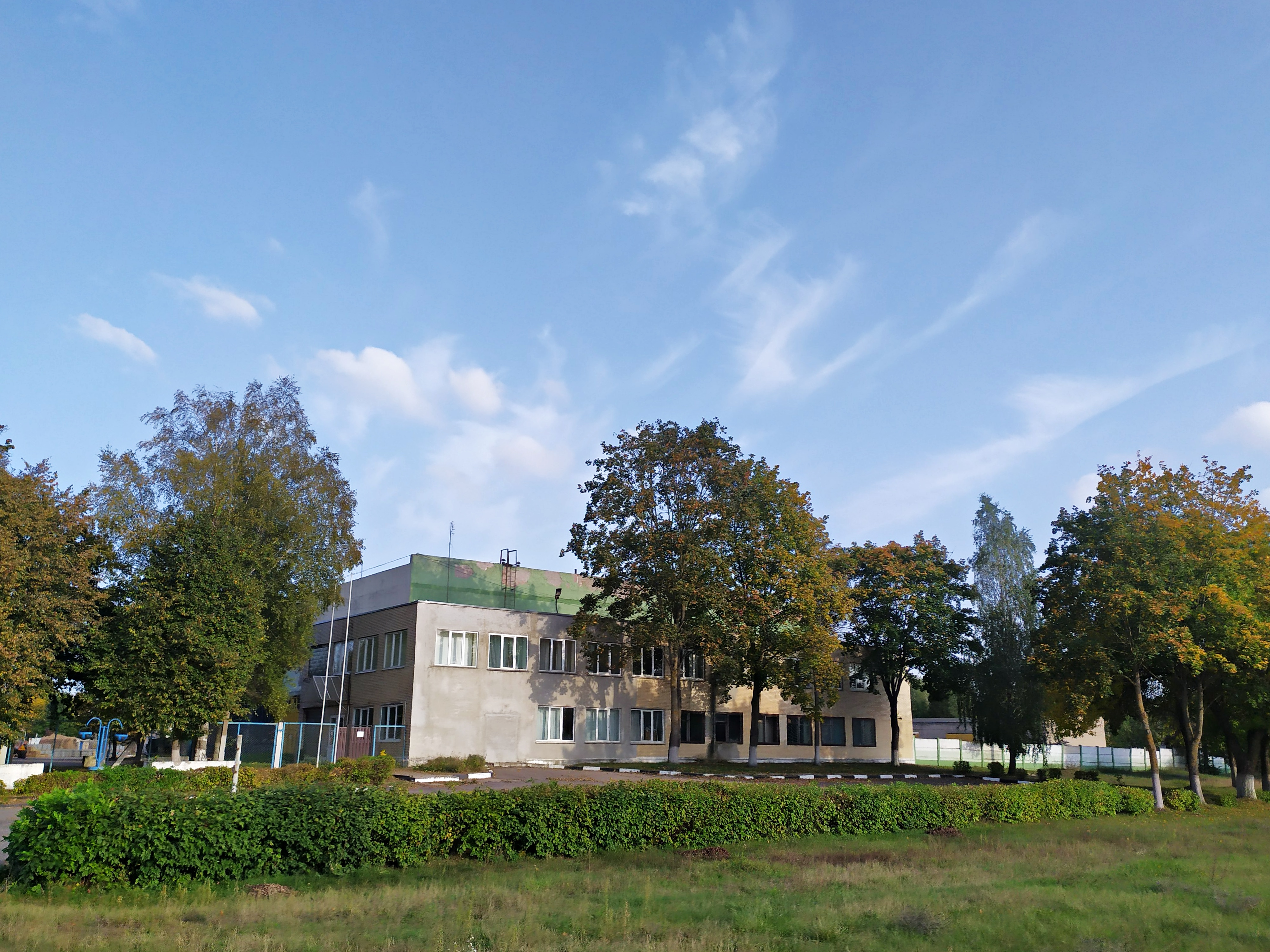
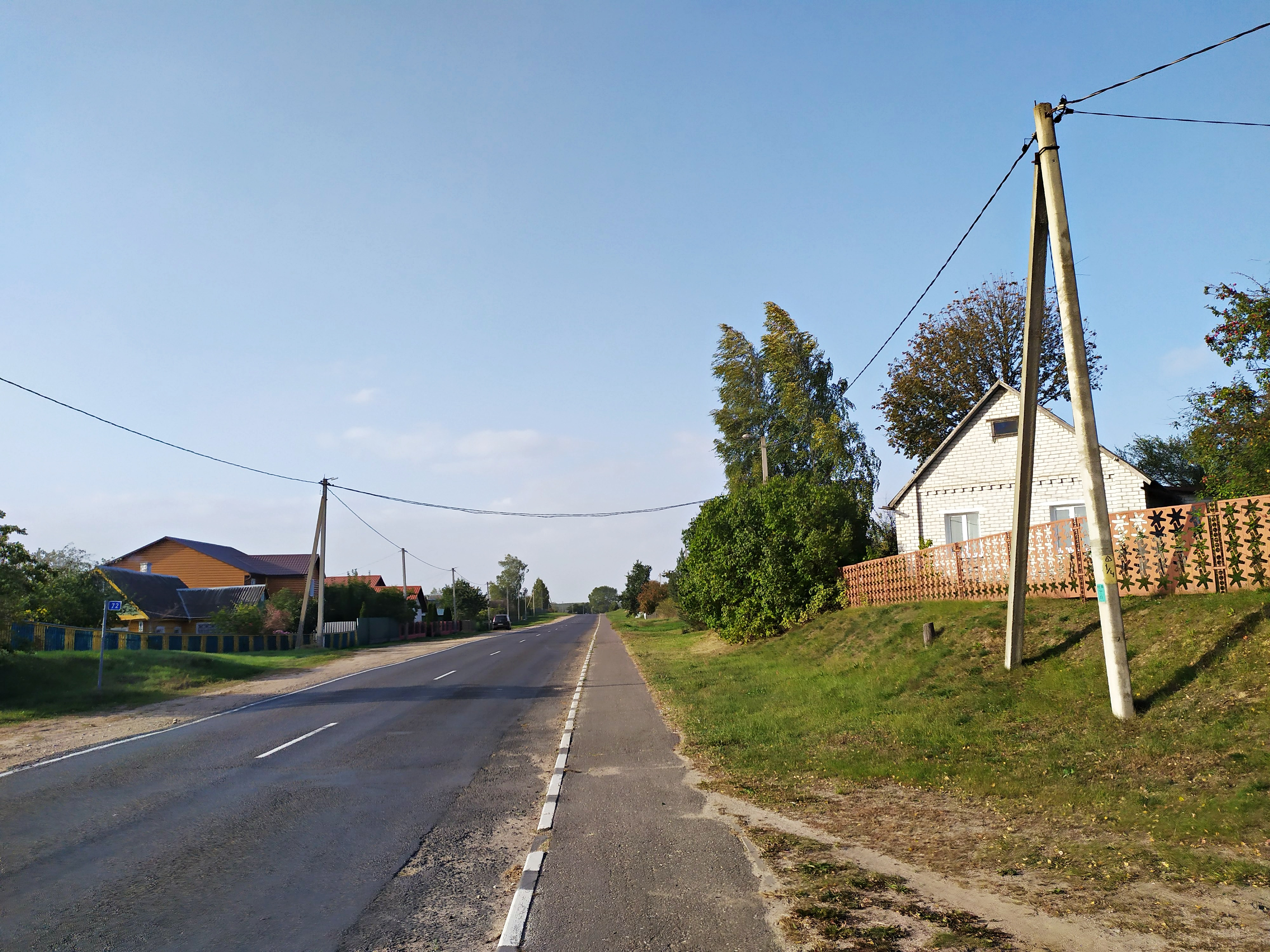
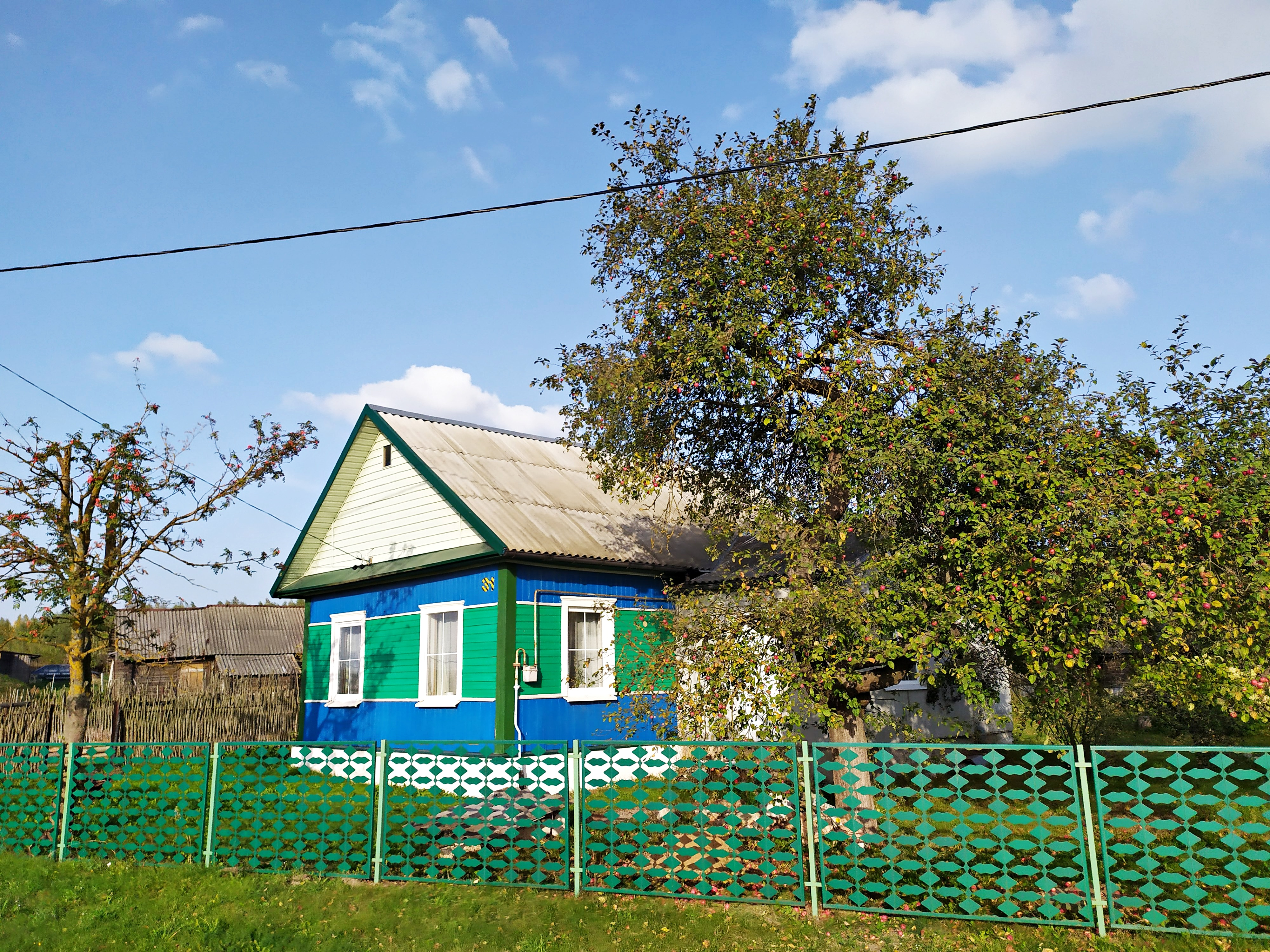
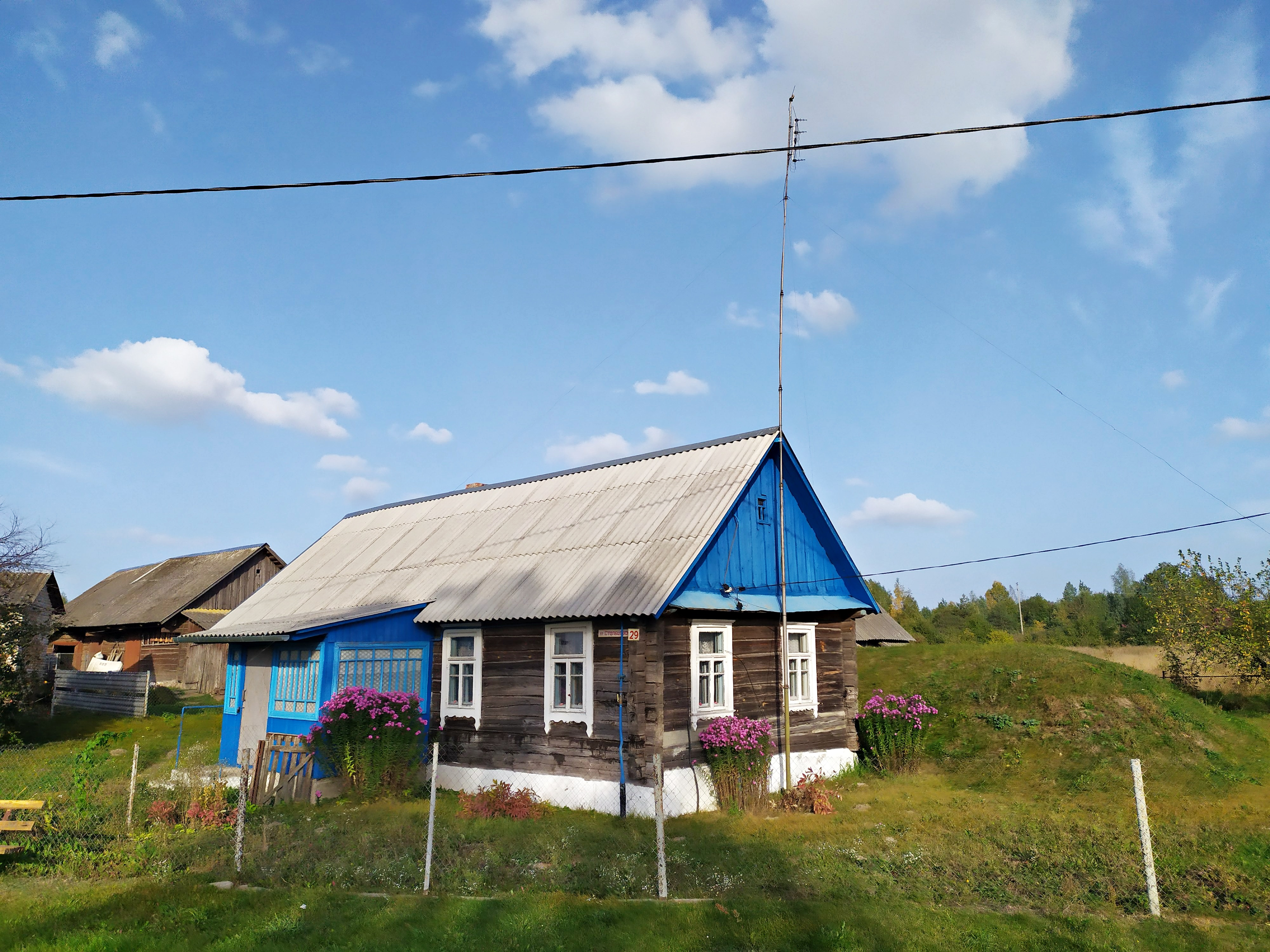
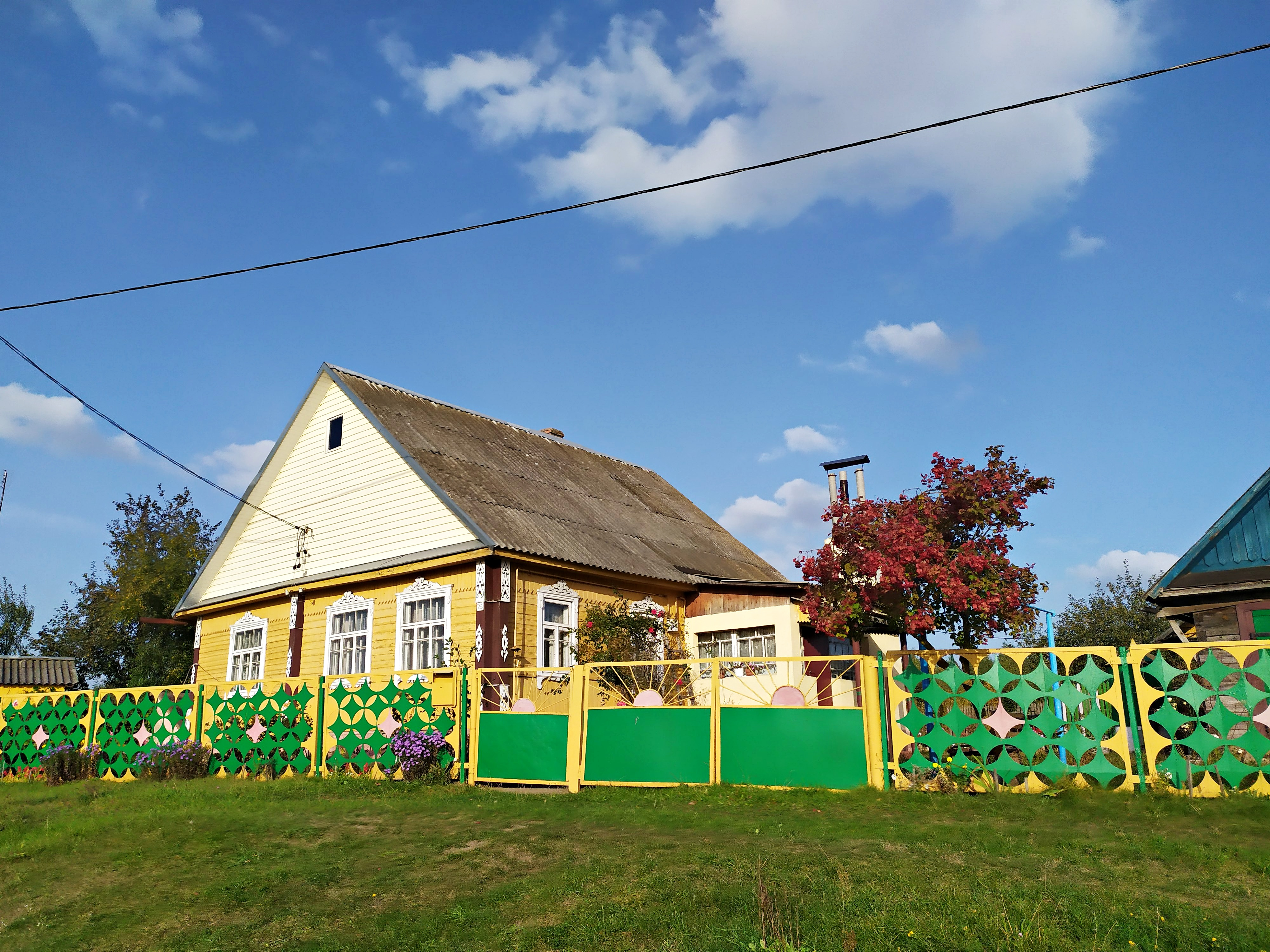
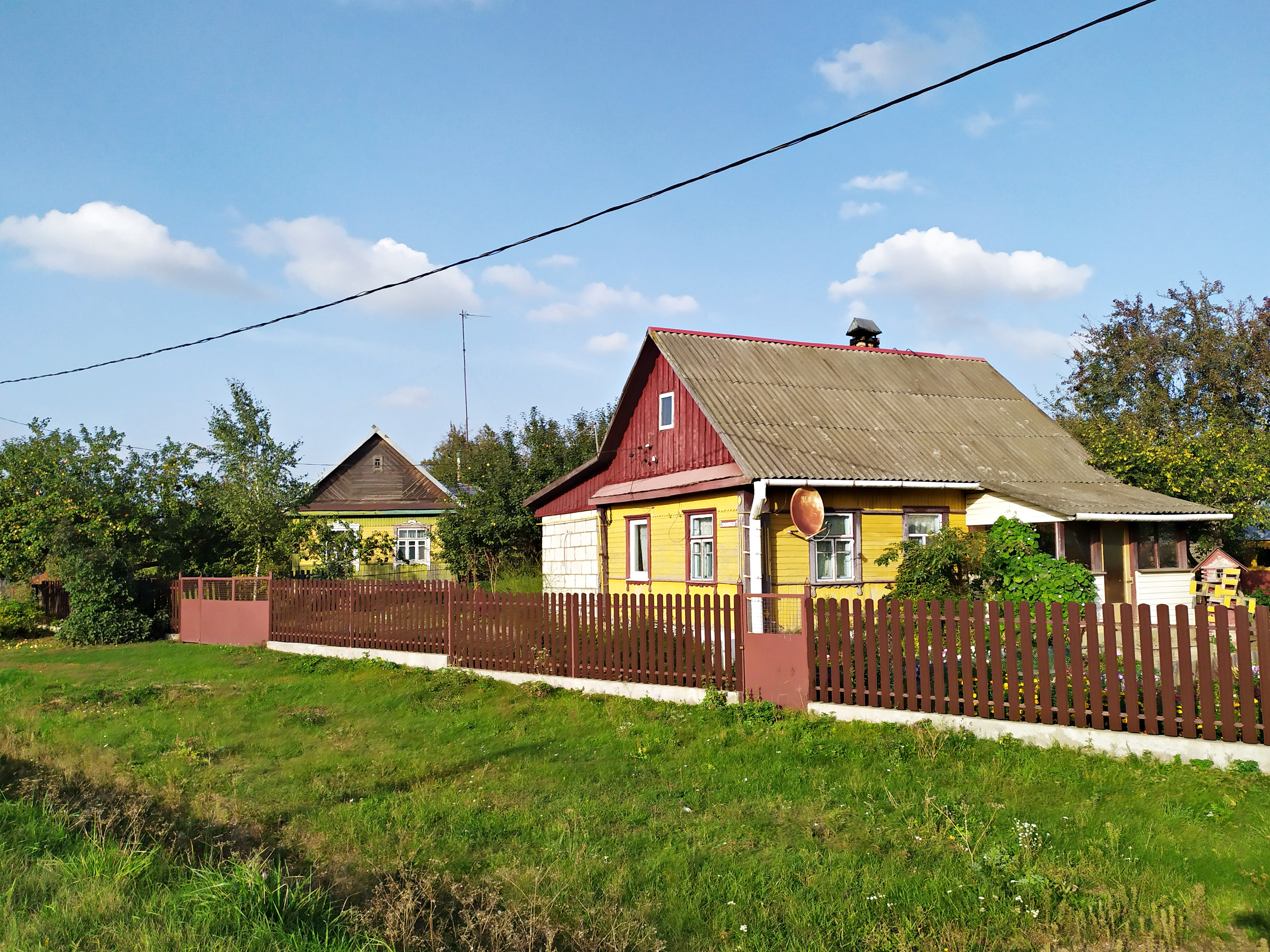
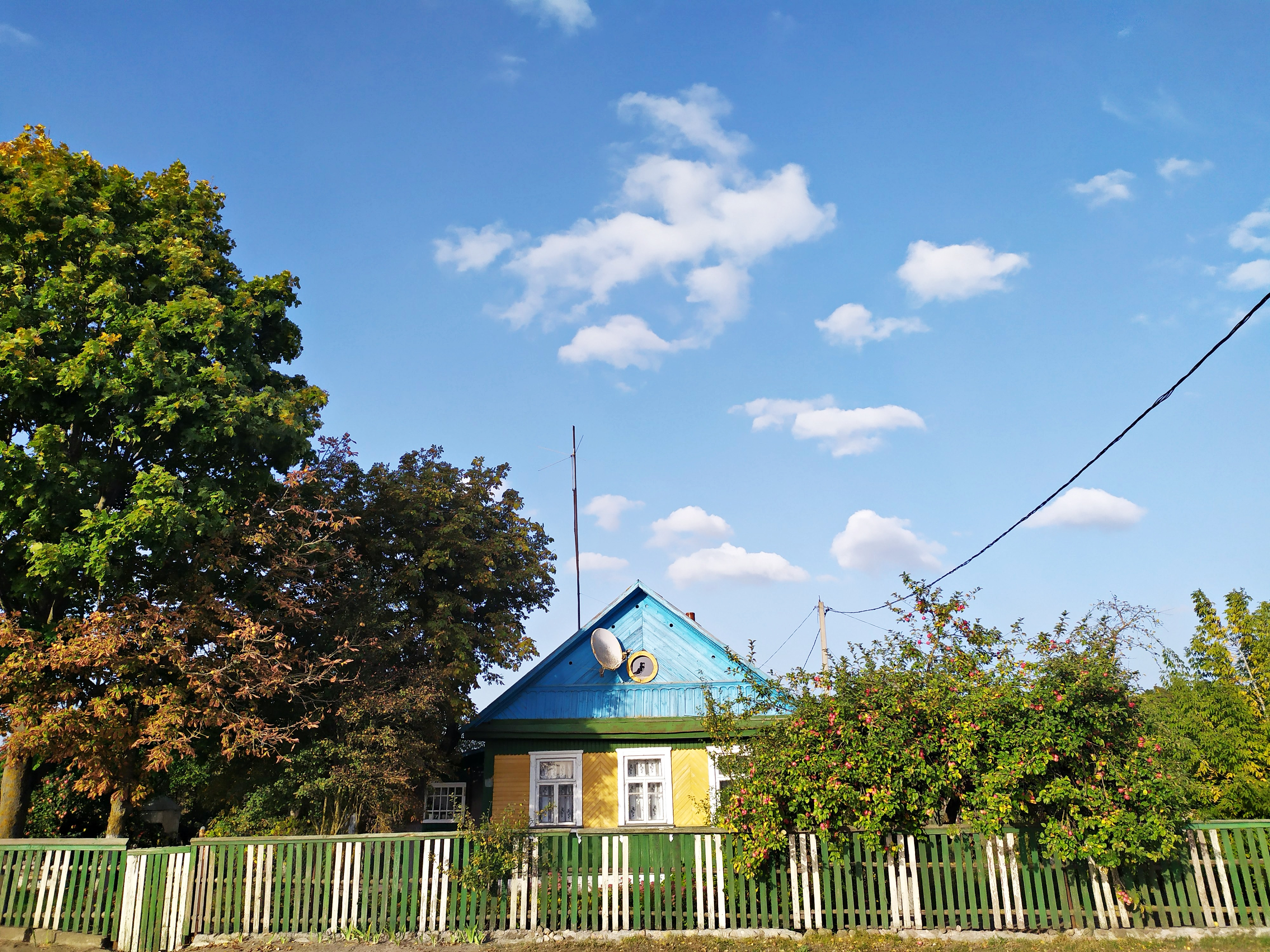
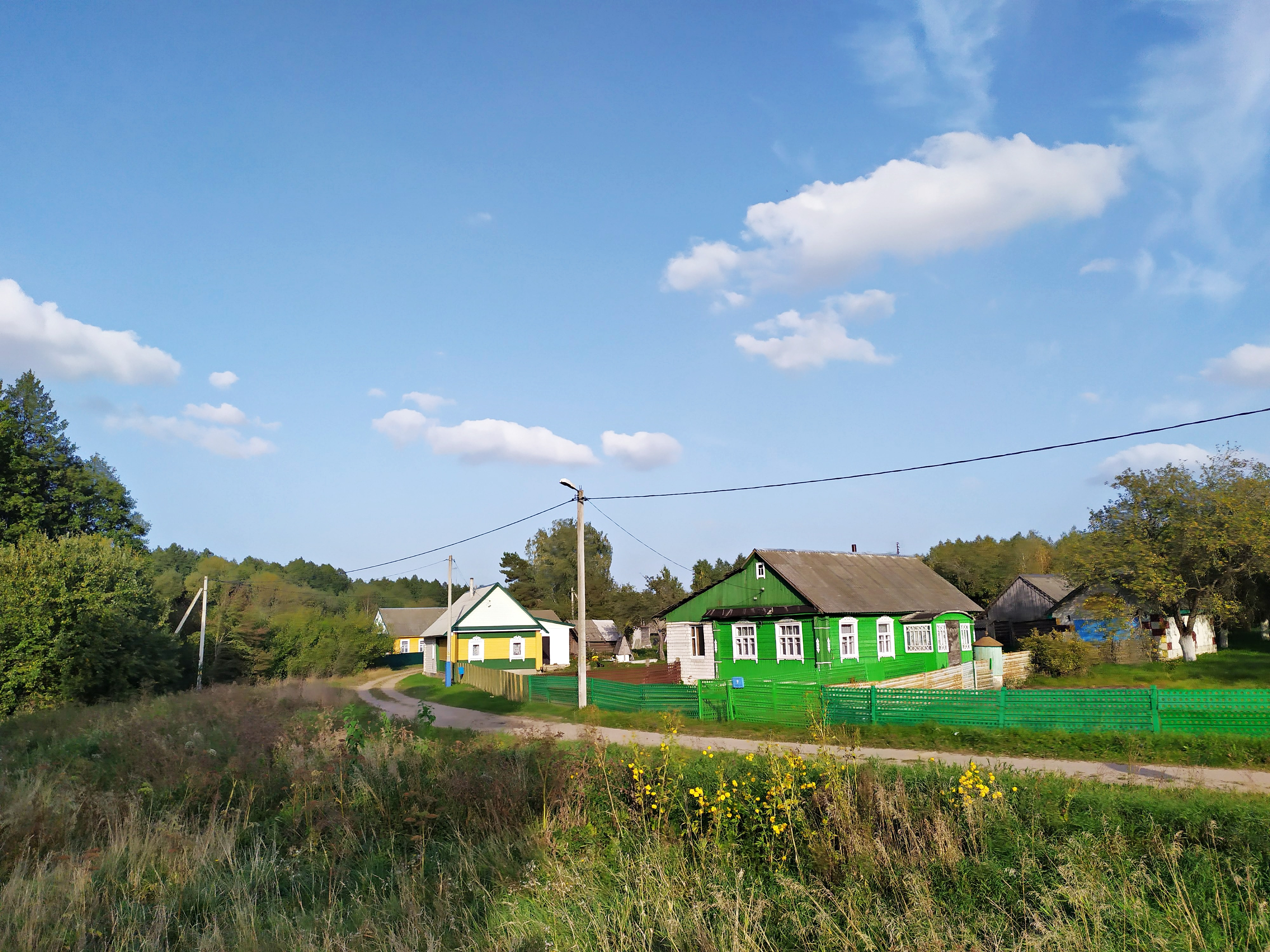